# جامع الأقصاب
جامع الأقصاب (المشهور بجامع السادات) هو مسجد من العهد الأيوبي يقع قرب باب السلام في ساروجة في دمشق.

## أسماء الجامع
للجامع عدة أسماء منها:
- مسجد مز القصب أو جامع القصب: كانت المنطقة مليئة بغابات أعواد القصب قديما .
- مسجد الرؤوس: نسبة إلى رؤوس الأشراف السبعة السادات أصحاب علي بن أبي طالب وهم: حجر بن عدي الكندي، شريك بن شداد الحضرمي، صيفي بن فسيل الشيباني، قبيصة بن ضبيعة العبسي، محرز بن شهاب السعدي التميمي المنقري، كدام بن حيان العنزي، عبد الرحمن بن حسان العنزي.
- جامع السادات الزينبية أو جامع السادات: نسبة أيضًا إلى الأشراف السبعة.
- جامع مَنْجَك: نسبة إلى الأمير ناصر الدين محمد بن إبراهيم بن مَنْجَك الذي أعاد ترميمَ الجامع.

## تاريخ الجامع
يعود بناء المسجد إلى عهد الأشرف موسى بن الملك العادل محمد الأيوبي. تمت توسعته عدَّة مرَّات في العهد المملوكي في حُكم ناصر الدين محمد بن إبراهيم بن مَنْجَك . أجري تجديد للجامع عام 854 و900هـ.